# Кіровський (Смоленський район)
Кі́ровський (рос. Кировский) — селище у складі Смоленського району Алтайського краю, Росія. Адміністративний центр Кіровської сільської ради.

## Населення
Населення — 1153 особи (2010; 1272 у 2002).
Національний склад (станом на 2002 рік):
- росіяни — 91 %